# Хайленд (округ, Виргиния)
Округ Хайленд (англ. Highland County) располагается в США, в штате Виргиния. По состоянию на 2010 год, численность населения составляла 2321 человек. Известен под наименованием: «Вирджинская Швейцария».

## География
По данным Бюро переписи США, общая площадь округа равняется 1077,2 км², из которых 1075,4 км² суша и 1,8 км² или 0,2% это водоемы. В окружном центре Монтерей средняя температура июля составляет 20 °С со средним максимумом 26,5 °С, средняя температура января — −2,9 °С со средним минимумом −8,6 °С.

### Соседние округа
- Покахонтас (Западная Виргиния) — запад
- Пендлтон (Западная Виргиния) — север
- Огаста (Виргиния) — восток
- Бат (Виргиния) — юг

## Демография
По данным переписи населения 2010 года в округе проживает 2 321 жителей в составе 1 081 домашних хозяйств и 721 семей. Плотность населения составляет 2,16 человека на км². На территории округа насчитывается 1 837 жилых строений, при плотности застройки 1,71 строения на км². Расовый состав населения: белые - 98,6%, афроамериканцы - 0,3%, коренные американцы (индейцы) - 0,2%, азиаты - 0,2%, представители других рас - 0,5%, представители двух или более рас - 0,2%. Испаноязычные составляли 0,8% населения.
В составе 17,00% из общего числа домашних хозяйств проживают дети в возрасте до 18 лет, 57,40% домашних хозяйств представляют собой супружеские пары проживающие вместе, 6,10% домашних хозяйств представляют собой одиноких женщин без супруга, 33,3% домашних хозяйств не имеют отношения к семьям, 29,0% домашних хозяйств состоят из одного человека, 14,3% домашних хозяйств состоят из престарелых (65 лет и старше), проживающих в одиночестве. Средний размер домашнего хозяйства составляет 2,15 человека, и средний размер семьи 2,60 человека. 
Возрастной состав округа: 14,9% моложе 18 лет, 5,40% от 18 до 24, 16,6% от 25 до 44, 38,2% от 45 до 64 и 24,9% от 65 и старше. Средний возраст жителя округа 52,9 лет. На каждые 100 женщин приходится 99,7 мужчин. На каждые 100 женщин старше 18 лет приходится 101,5 мужчин. 
Средний доход на домохозяйство в округе составлял 63 636 USD, на семью — 76 566 USD. Среднестатистический заработок мужчины был 53 704 USD против 41 720 USD для женщины. Доход на душу населения был 33 326 USD. Около 7,8% семей и 11,1% общего населения находились ниже черты бедности, в том числе - 14,6% молодежи (тех кому ещё не исполнилось 18 лет) и 7,9% тех кому было уже больше 65 лет.